# Guntaric (duc)
Guntaric   (mil·lenni I - Cartago, 546 (Gregorià)) en grec: Γόνθαρις, va ser un oficial romà d'Orient d'origen germànic durant el regnat de l'emperador Justinià I (527-565) que va participar en les guerres imperials d'Àfrica. Primer oficial subaltern del general Salomó, va ser ascendit, després de la mort d'aquest últim, al càrrec de dux de Numídia i es va rebel·lar contra el nou magister militum, Areobind. Amb l'ajuda dels caps tribals amazics, va envair Cartago, va assassinar Areobind i es va proclamar governant autònom d'Àfrica fins al seu assassinat en un complot ordit per Artàban i Atanasi.

## Biografia
Els orígens de Guntaric són desconeguts, però porta un nom d'origen germànic oriental.
Apareix per primera vegada en fonts l'any 540 quan va servir com a guardaespatlles del general Salomó. Quan Salomó preparava una expedició contra el rei amazic Iaudes al Regne de l'Aurès aquell any, va ser enviat contra ell amb una petita força. Després d'establir el campament prop de Begas, al riu Abigas, es va enfrontar a ells, però va ser derrotat i obligat a fugir de tornada al seu campament, on va ser assetjat. Per facilitar el setge, els amazics van desviar el riu Abigas, provocant una inundació al campament, que gairebé va costar la vida a l'exèrcit imperial, que finalment es va salvar gràcies als reforços enviats per Salomó. El 544, Guntaric, potser encara com a guardaespatlles de Salomó, va participar a la batalla de Cíl·lium, contra el líder amazic Antales, que va resultar en una dura derrota per als romans i la mort en batalla de Salomó. El poeta èpic romà oriental Corip culpa de la derrota a Guntaric, a qui acusa de traïció.
A finals del 545 va ser nomenat dux de Numídia, sent a partir de llavors comandant de les tropes regulars de Numídia. En el mateix període, dos mesos després de la partida de Sergi d'Àfrica, Guntaric va organitzar una rebel·lió i va incitar els amazics a atacar Cartago. Quan va ser cridat a la capital pel magister militum Areobind, li va ser donat el comandament de les tropes contra els amazics. Aprofitant l'oportunitat, va fer un acord secret amb el líder amazic Antales en què acceptava matar Areobind i repartir Àfrica, deixant Antales amb la meitat de la riquesa d'Areobind i com a governant de Bizacena amb 1.500 soldats imperials, mentre ell mateix comandava la resta de la regió cartaginesa. Alguns soldats imperials, estacionats en un campament al Ten Mile Post (Ad Decimum), van trobar els amazics i s'hi van enfrontar, matant-ne alguns. Aquest esdeveniment va enfurir Guntaric, ja que va posar en perill els seus plans.
Mentre mantenia informat el seu aliat Antales, Guntaric es va aliar en secret amb els caps amazics Iaudes i Cutzines. Té la intenció de matar Areobind en batalla, de manera que no calgui declarar una rebel·lió oberta. No obstant això, atesa la seva reticència a entrar en batalla, Guntaric es va veure obligat a declarar una rebel·lió. El març del 546, es va dirigir cap a Cartago, acompanyat de Cutzines i Iaudes, mentre Antales atacava la Bizacena. A la ciutat, obre i bloqueja les portes i organitza un nombrós contingent darrere les muralles. El seu objectiu era espantar Areobind i enviar-lo de tornada a Constantinoble, però el mal temps li ho va impedir.
Guntaric va incitar les seves tropes a l'hostilitat cap a Areobind i Atanasi, el prefecte del pretori, acusant-los de privar deliberadament les tropes del que els corresponia. Va esclatar una batalla al voltant de les portes i la guarnició de la ciutat va ser derrotada. Guntaric va entrar al palau de Cartago, va organitzar tropes al port i a les portes, i va convèncer Areobind perquè abandonés el seu santuari en un monestir local i anés al palau del governador. Allà el tractà amb grans honors, però va ordenar la seva mort al seu propi allotjament quan dorm. El cap d'Areobind va ser enviat a Antales, però Guntaric es va negar a donar-li les tropes i els diners promesos.
Durant el seu regnat, va planejar casar-se amb Prejecta, vídua d'Areobind i neboda de l'emperador Justinià I (527-565), per tal d'assegurar el seu poder, i va enviar un exèrcit liderat pels oficials Artàban i Cutzines contra Antales, que estava organitzant una lluita armada contra Guntaric.
Segons algunes fonts, el seu regnat només va durar 36 dies, possiblement acabant al maig després del seu assassinat per un complot orquestrat per Artàban i Atanasi.